# 3471 Amelin
3471 Amelin este un asteroid din centura principală, descoperit pe 21 august 1977 de Nikolai Cernîh.